# Oseltamivir
Oseltamivir (Tamiflu) je lijek protiv gripe. On usporava širenje virusa gripe između stanica u tijelu onemogućavajući kemijsku vezu virusa sa stanicom-domaćinom. Lijek se prodaje pod trgovačkim nazivom Tamiflu, u kapsulama i kao suspenzija. Koristi se za liječenje i sprječavanje Influenzavirusa A i Influenzavirusa B. Oseltamivir postaje aktivan u tijelu nakon što prođe kroz jetru.
Oseltamivir je bio prvi inhibitor neuraminidaze korišten oralno koji je komercijalno razvijen. Razvili su ga C. U. Kim, W. Lew i X. Chen, stručnjaci tvrtke Gilead Sciences, a trenutno se prodaje kao proizvod tvrtke Hoffmann-La Roche (Roche). U Japanu, ga prodaje tvrtka Chugai Pharmaceutical Co, koja je u 50 %-tnom vlasništvu kompanije Roche. [1] [2]
Do listopada 2009, samo 39 od više od 10.000 uzoraka gripe tipa A H1N1 ("svinjske gripe") ispitanih u svijetu pokazali su otpornost na oseltamivir, za razliku od 99,6 % uzoraka sezonske gripe 2008. tipa A H1N1 koji su bile otporne na oseltamivir.